# Sebastián Lelio
Sebastián Lelio Watt (Mendoza, Argentina, 8 de marzo de 1974) es un director, guionista, productor y montajista argentino nacionalizado chileno.
Entre sus películas más relevantes destacan Gloria (2013) y Una mujer fantástica (2017), ganadora del Premio Óscar a la mejor película de habla no inglesa y segunda producción chilena en obtener un premio de la Academia (tras el corto animado Historia de un oso en 2016).

## Biografía
Nació en la ciudad argentina de Mendoza, hijo único de un arquitecto argentino y una bailarina de ballet chilena, y tiene siete medios hermanos. Lelio se considera chileno pues vivió en Chile desde los dos años, cuando se trasladó a Viña del Mar tras la separación de sus padres, viviendo con sus abuelos y su tio Claudio Watt.
Tuvo una formación nómada: «Hasta los veintiún años me moví por distintas ciudades de Chile, viví un tiempo en Estados Unidos, en Viña del Mar, mi familia materna es de Viña... En el fondo nunca estuve más de dos o tres años en una misma ciudad». Luego de pasar algunos años en Viña del Mar, su madre se mudó a Concepción. Después vivieron un año en Norteamérica; de los doce a los diecisiete creció en Cholguán. Nacido como Sebastián Lelio, cambió su apellido por el de su padre adoptivo, Campos, pero después de haber obtenido cierta notoriedad con su primer largometraje, retomó el de su padre biológico.
Tras estudiar un año periodismo en la Universidad Andrés Bello, en 1994 estudió en la Escuela de Cine de la Universidad ARCIS, liderada entre otros por Claudio di Girolamo y Pedro Chasckel. En 1995 ingresó a la Escuela de Cine de Chile. Ha dirigido diversos cortometrajes, videos musicales y películas de ficción. Estrenó CERO (2003), un documental basado en material inédito de la caída de las Torres Gemelas, en codirección con Carlos Fuentes. Dirigió también dos temporadas de la exitosa serie documental Mi mundo privado, junto a Fernando Lavanderos, nominada dos veces al premio Altazor y también a los premios Emmy. 
Lelio contaba en junio de 2013 que no tenía hijos, vivía con su novia, era aficionado al ajedrez (juega mucho en línea) y no veía televisión, de la que se deshizo por 2008.
Actualmente vive en Berlín, donde se quedó después de haber asistido al festival de cine Berlinale en 2013 para presentar Gloria. La protagonista de dicha película, Paulina García, ganó ahí el premio Oso de Plata como mejor actriz. En el barrio de Kreuzberg de la capital alemana, abrió en agosto del mismo año un restaurante con el nombre de su filme, precisamente en vísperas del estreno comercial de este.

## Trayectoria artística

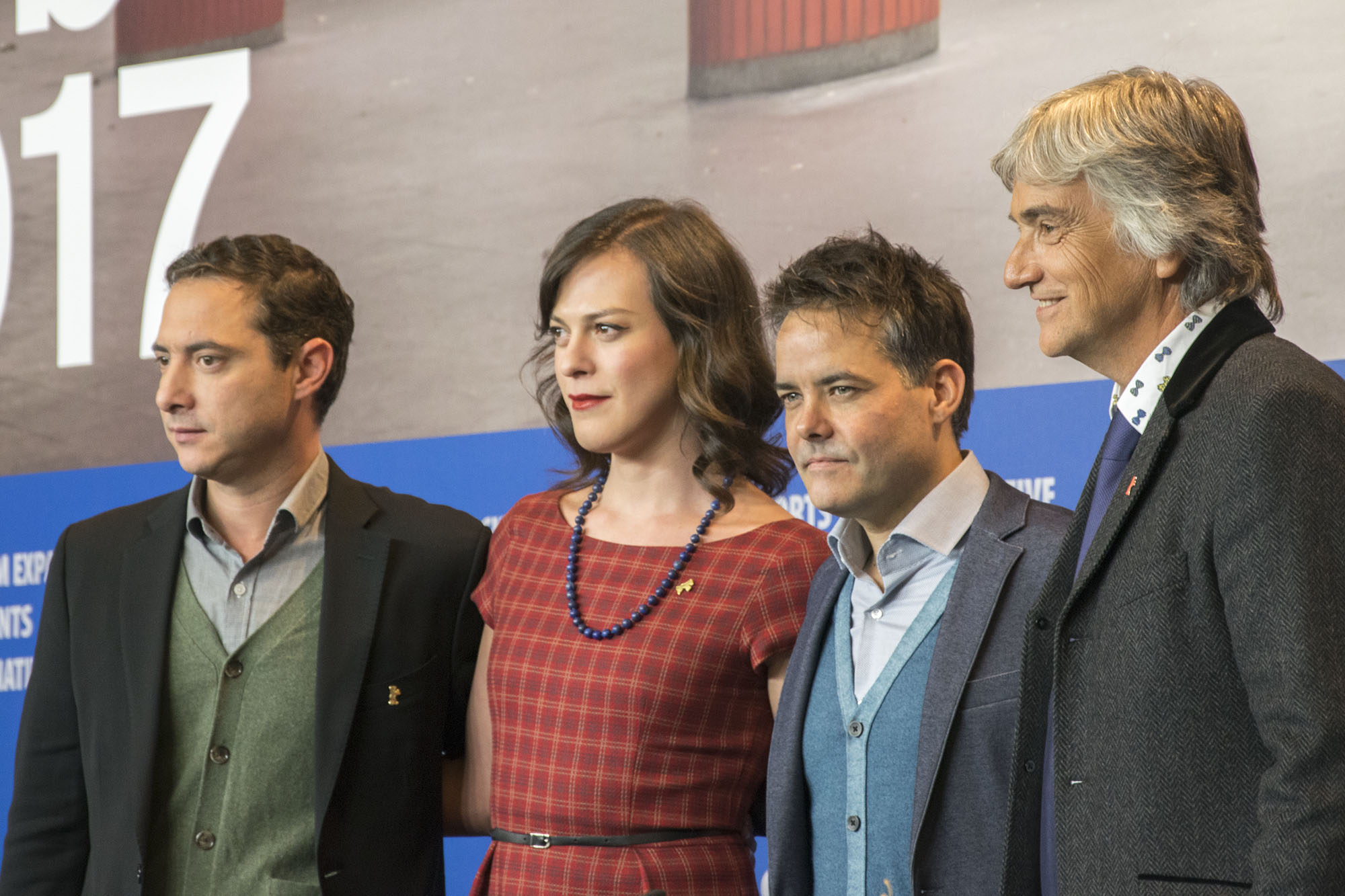
Juan de Dios Larraín, Daniela Vega, Sebastián Lelio, Francisco Reyes en la presentación de prensa de Una mujer fantástica en el Festival Internacional de Cine de Berlín 2017

Ingresó a periodismo aunque quería estudiar cine, pero en un principio no logró convencer a los padres, aunque estos al final terminaron por ceder. Su primer corto, 4, lo filmó siendo estudiante, en 1995; hizo varios más antes de estrenar su primer largometraje en 2005, en San Sebastián: La sagrada familia. Rodada en tres días y editada durante casi un año, este filme participó en más de cien festivales y recibió veintiocho premios nacionales e internacionales. 
Después de ese primer éxito, vino Navidad (2009). Escrita en La Résidence del Festival de Cannes, la cinta fue estrenada en la Quincena de Realizadores de ese mismo año. El año del tigre, su tercer largometraje, fue estrenado en la competencia internacional del Festival de Cine de Locarno de 2011. 
La consagración definitiva le ha llegado con Gloria, que obtuvo el premio Cine en Construcción del Festival Internacional de Cine de San Sebastián de 2012 y fue estrenado en la competencia oficial del Festival Internacional de Cine de Berlín de 2013 con excelentes críticas. Así, el español Carlos Boyero, nada dado a prodigar elogios, escribió desde Berlín: "Ha llegado esa anhelada película que aleja la somnolencia y la fastidiosa sensación de que te importan poco o nada las historias que te estaban contando en la pantalla. Es chilena, se titula Gloria, la dirige Sebastián Lelio y logra que no te desentiendas en ningún momento de lo que le ocurre a una señora de 60 años que se niega a lanzar la toalla aceptando la resignada derrota vital que puede imponer una vejez solitaria", y "Gloria es tan sorprendente en su temática como audaz en sus imágenes. Exhibe con naturalidad la desnudez de gente que ya ha entrado en el invierno, muestra el deseo de sus cuerpos, hace creíble el sexo que practican". Termina asegurando que la cinta "es deliciosa".
En sus trabajos de ficción ha privilegiado la tecnología digital. Utilizando guiones sin diálogos, improvisación y mucho trabajo de montaje, realizó los cortometrajes Ciudad de maravillas, Carga vital y 2 minutos.
Ha sido distinguido con la Beca Guggenheim y la DAAD del Berliner Künstler Programm para el desarrollo de sus nuevos proyectos (ambas en 2012).
Como guionista, ha escrito o coescrito todas sus películas (incluidos los cortos), a excepción de El año del tigre.
En 2017 estrenó en el Festival Internacional de Cine de Berlín Una mujer fantástica, que escribió junto con Gonzalo Maza. En dicho certamen obtuvo el premio Oso de Plata al mejor guion y el Teddy Award al mejor largometraje. La película, protagonizada por Daniela Vega, narra la historia de una mujer transgénero que debe lidiar con la muerte de su pareja. Entre los premios obtenidos durante los meses siguientes se encuentran el Independent Spirit en la categoría de mejor película extranjera, el Goya a la mejor película iberoamericana y el Óscar a la mejor película de habla no inglesa, siendo la primera cinta chilena en obtener el galardón en esa categoría.
Ese mismo año estrenó en el Festival Internacional de Cine de Toronto la película Disobedience, su primera obra en inglés. Escrita en conjunto con la dramaturga británica Rebecca Lenkiewicz, la cinta es una adaptación de la novela homónima de Naomi Alderman, y fue protagonizada por Rachel Weisz, Rachel McAdams y Alessandro Nivola.
En el Festival Internacional de Cine de Toronto de 2018 estrenó Gloria Bell, una nueva versión de su película de 2013 Gloria, que cuenta con la participación de los actores Julianne Moore, John Turturro, Michael Cera, Brad Garrett, Holland Taylor y Caren Pistorius.
Lelio participó en la serie Homemade, una antología compuesta de cortometrajes dirigidos por varios cineastas durante la pandemia de enfermedad por coronavirus y estrenada por Netflix en 2020. El resto de los cortometrajes estuvieron dirigidos por Pablo Larraín, Ladj Ly, Paolo Sorrentino, Rachel Morrison, Naomi Kawase, Ana Lily Amirpour y Kristen Stewart, entre otros.

## Filmografía

### Largometrajes
- 2002 - Fragmentos urbanos
- 2006 - La Sagrada Familia
- 2009 - Navidad
- 2011 - El año del tigre
- 2013 - Gloria
- 2017 - Una mujer fantástica
- 2017 - Disobedience
- 2018 - Gloria Bell
- 2022 - El Prodigio
- 2025 - La ola

### Cortos
- 1995 - 4
- 1996 - Cuatro
- 2000 - Smog (codirigido con Marialy Rivas)
- 2002 - Ciudad de maravillas
- 2003 - Carga vital
- 2010 - El efecto Kulechov

## Premios y nominaciones
| Año  | Película             | Premio                                          | Categoría                              | Resultado |
| ---- | -------------------- | ----------------------------------------------- | -------------------------------------- | --------- |
| 2007 | La Sagrada Familia   | Premios Altazor                                 | Dirección Cine - Ficción               | Ganadora  |
| 2007 | La Sagrada Familia   | Premios Pedro Sienna                            | Mejor largometraje de ficción          | Ganadora  |
| 2007 | La Sagrada Familia   | Premios Pedro Sienna                            | Mejor dirección                        | Ganadora  |
| 2007 | La Sagrada Familia   | Premios Pedro Sienna                            | Mejor guion                            | Nominada  |
| 2010 | Navidad              | Premios Pedro Sienna                            | Mejor largometraje de ficción          | Nominada  |
| 2010 | Navidad              | Premios Pedro Sienna                            | Mejor dirección                        | Nominada  |
| 2010 | Navidad              | Premios Pedro Sienna                            | Mejor guion                            | Nominada  |
| 2013 | Gloria               | Premios Pedro Sienna                            | Mejor largometraje de ficción          | Ganadora  |
| 2013 | Gloria               | Premios Pedro Sienna                            | Mejor dirección                        | Nominada  |
| 2013 | Gloria               | Premios Pedro Sienna                            | Mejor guion                            | Ganadora  |
| 2014 | Gloria               | Premios Altazor                                 | Dirección Cine - Ficción               | Ganadora  |
| 2014 | Gloria               | Premios Altazor                                 | Mejor guion                            | Ganadora  |
| 2014 | Gloria               | Premios Platino                                 | Mejor película                         | Ganadora  |
| 2014 | Gloria               | Premios Platino                                 | Mejor director                         | Ganadora  |
| 2014 | Gloria               | Premios Platino                                 | Mejor guion                            | Ganadora  |
| 2017 | Una mujer fantástica | Premios Óscar                                   | Mejor película de habla no inglesa     | Ganadora  |
| 2017 | Una mujer fantástica | Festival Internacional de Cine de Berlín        | Teddy Award al mejor largometraje      | Ganador   |
| 2017 | Una mujer fantástica | Festival Internacional de Cine de Berlín        | Oso de Plata al mejor guion            | Ganador   |
| 2017 | Una mujer fantástica | Festival Internacional de Cine de Berlín        | Oso de Oro                             | Nominado  |
| 2017 | Una mujer fantástica | Festival Internacional de Cine de San Sebastián | Premio Sebastiane                      | Nominado  |
| 2017 | Una mujer fantástica | Festival Internacional de Cine de San Sebastián | Premio Sebastiane Latino               | Ganador   |
| 2017 | Una mujer fantástica | Festival Internacional de Cine de San Sebastián | Premio Horizontes Latinos              | Nominado  |
| 2017 | Una mujer fantástica | Festival de Cine de Lima                        | Premio del Jurado                      | Ganador   |
| 2017 | Una mujer fantástica | Premio Iberoamericano de Cine Fénix             | Mejor película                         | Ganador   |
| 2017 | Una mujer fantástica | Premio Iberoamericano de Cine Fénix             | Mejor dirección                        | Ganador   |
| 2017 | Una mujer fantástica | Premios Independent Spirit                      | Mejor película extranjera              | Ganadora  |
| 2017 | Una mujer fantástica | Premios Globo de Oro                            | Mejor película extranjera              | Nominado  |
| 2017 | Una mujer fantástica | Premios Goya                                    | Mejor película iberoamericana          | Ganadora  |
| 2017 | Una mujer fantástica | Premio Forqué                                   | Mejor película latinoamericana         | Ganador   |
| 2017 | Una mujer fantástica | Premios GLAAD                                   | Mejor película de exhibición limitada  | Ganadora  |
| 2018 | Una mujer fantástica | Premios Platino                                 | Mejor película                         | Ganadora  |
| 2018 | Una mujer fantástica | Premios Platino                                 | Mejor director                         | Ganadora  |
| 2018 | Una mujer fantástica | Premios Platino                                 | Mejor guion                            | Ganadora  |
| 2018 | Disobedience         | British Independent Film Awards                 | Mejor película independiente británica | Pendiente |
| 2018 | Disobedience         | British Independent Film Awards                 | Mejor guion                            | Pendiente |